# 24. červenec
24. červenec je 205. den roku podle gregoriánského kalendáře (206. v přestupném roce). Do konce roku zbývá 160 dní. Svátek má Kristýna.

## Události

### Česko
- 1620 – Třicetitisícová armáda Katolické ligy se vydala z hloubi Rakouska na pochod do Čech potlačit České stavovské povstání.
- 1650 – Císař Ferdinand III. vydal příkaz sloužit slavnostní mši Te Deum ve všech kostelích Čech a Moravy na oslavu míru.
- 1744 – Podle spojenecké smlouvy mezi císařem Karlem VII. a Fridrichem II. byla část pravého břehu Labe s Kolínem a Pardubicemi připojena k Prusku.
- 1848 – V říšském sněmu předložil poslanec Hans Kudlich ze Slezska návrh na zrušení poddanství.
- 1891 – Premiéra baletu Rákoš Rákoczy v Národním divadle v Praze na hudbu Leoše Janáčka
- 1917 – Požár továrny na dehet v Brně-Králově Poli. Továrna kompletně vyhořela
- 1919 – V Brně založena Vysoká škola zemědělská (VŠZ)
- 1949 – Při přepadení skautského tábora v Jizerských horách zastřelila Státní bezpečnost v rámci akce Jizerka dva lidi.
- 1956 – Vláda rozhodla, že armáda bude zmenšena o 10 000 mužů.
- 1973 – Zpěvák Jiří Schelinger natáčí svůj největší hit autorů Zdeňka Svěráka a Jaroslava Uhlíře Dům holubí.
- 1999 – Anglický kytarista Mike Oldfield odehrál v pražské Sportovní hale koncert v rámci turné Live Then & Now.

### Svět
- 1567 – Skotská královna Marie Stuartovna byla přinucena k abdikaci.
- 1701 – Založeno město Detroit (Michigan, USA).
- 1847 – Po 17 měsících cesty dorazila skupina 148 mormonů do údolí Salt Lake a založili tam Salt Lake City.
- 1866 – Tennessee se stalo prvním státem USA, znovu přijatým do Unie po občanské válce.
- 1911 – Hiram Bingham III. objevil pozůstatky inckého sídliště Machu Picchu.
- 1923 – Lausannská smlouva určila hranice Turecka.
- 1927 – V Yprech byl odhalen památník obětí bitvy 1. světové války.
- 1929 – V platnost vstoupil Briandův–Kelloggův pakt, podle kterého je válka nepřijatelná jako prostředek zahraniční politiky.
- 1943 – 2. světová válka: Zahájena operace Gomora; britská a kanadská letadla bombardují Hamburk v noci, americká letadla přes den.
- 1967 – V průběhu oficiální státní návštěvy Kanady pronesl francouzský prezident Charles de Gaulle k davu občanů Montrealu: „Vive le Québec libre!“
- 1969 – Program Apollo: Apollo 11 úspěšně přistálo ve vodách Tichého oceánu.
- 1974 – Aféra Watergate: Nejvyšší soud USA rozhodl, že prezident Richard Nixon je povinen vydat audionahrávky z Bílého domu vyšetřovateli.
- 2013 – Při železniční nehodě u španělského Santiaga de Compostela zemřelo 79 lidí.
- 2019 – Boris Johnson se ujal funkce předsedy vlády Spojeného království.

## Narození
Viz též Kategorie:Narození 24. července — automatický abecedně řazený seznam.

### Česko

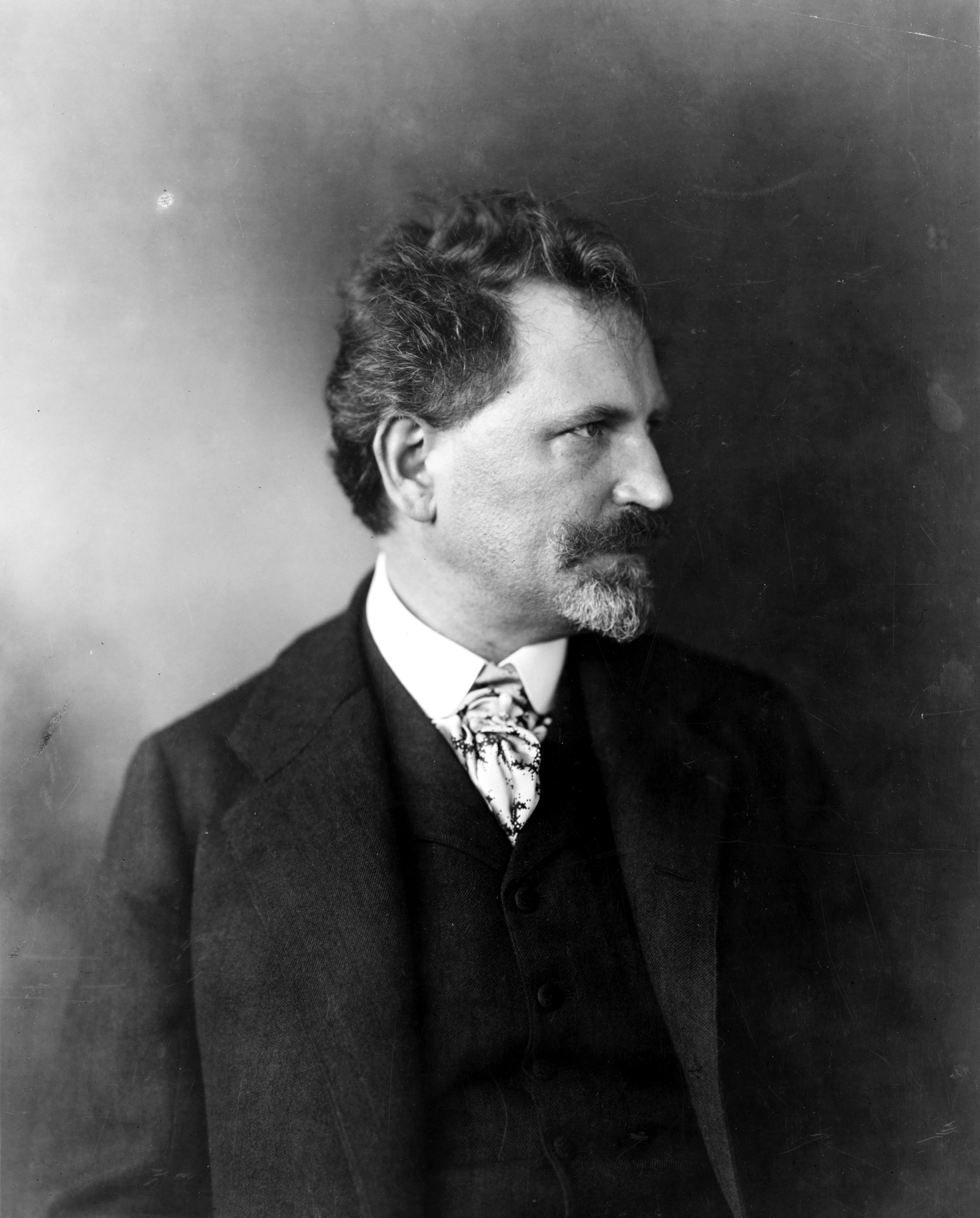
Alfons Mucha (* 1860)

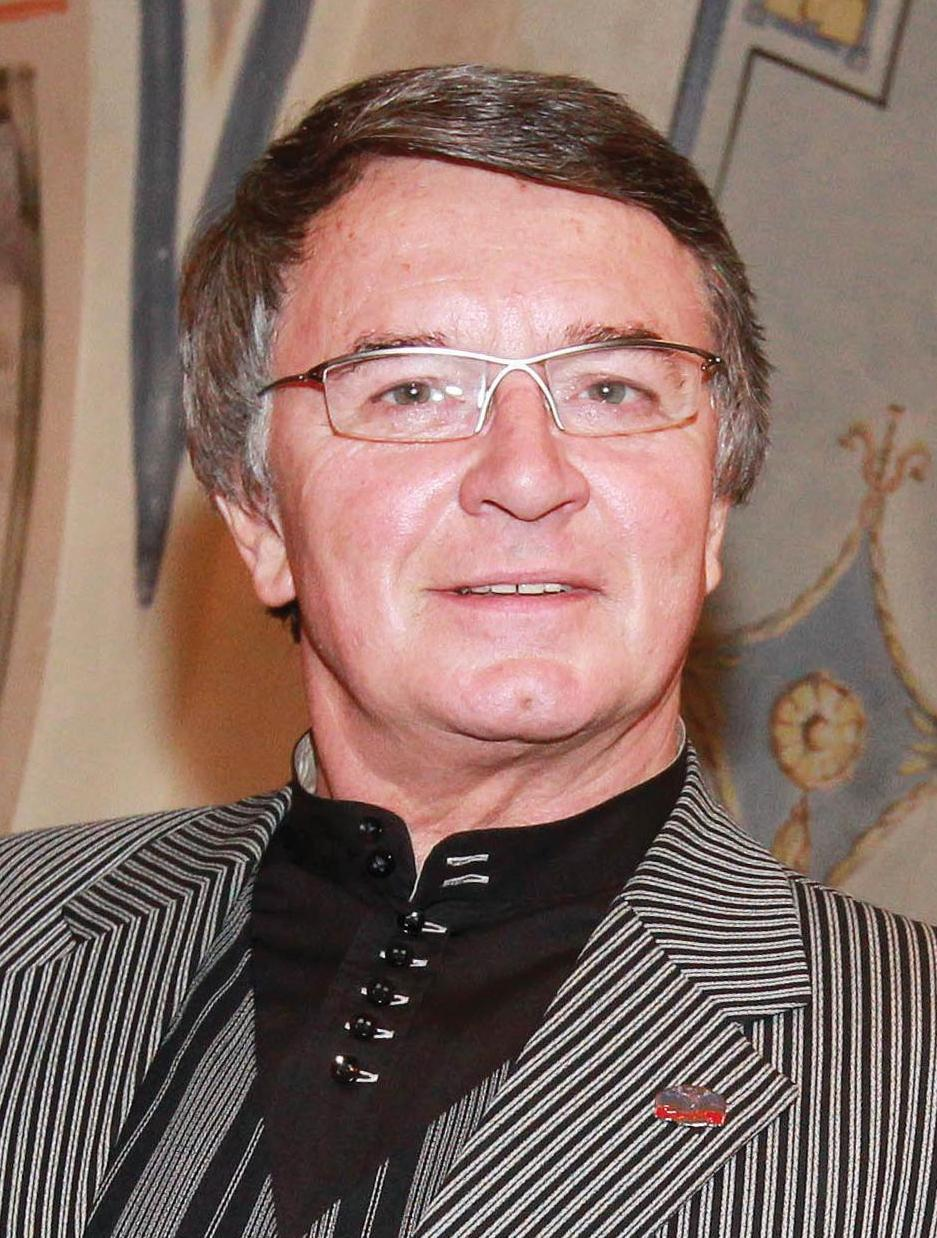
Vlastimil Harapes (* 1946)

- 1576 – Heřman Černín z Chudenic, šlechtic, nejvyšší hofmistr Království českého († 7. března 1651)
- 1580 – Jan Jiří Harant z Polžic a Bezdružic, šlechtic († 1648)
- 1698 – František Jiránek, hudební skladatel († 1778)
- 1729 – Jakub Teplý, sochař a řezbář († 20. února 1802)
- 1853 – Jakub Alois Jindra, buditel dobrovolného hasičstva († 16. srpna 1908)
- 1860 – Alfons Mucha, malíř († 14. července 1939)
- 1866 – Jan Semerád, lékař († 28. srpna 1926)
- 1868 – Antonín Hajn, novinář a politik († 26. března 1949)
- 1873 – Antonín Jakl, houslista a skladatel († 20. prosince 1948)
- 1885 – Karel Loevenstein, průmyslník a manažer († 2. února 1938)
- 1891
  - Jaroslav Čihák, generál, příslušník Obrany národa a zahraničního odboje ve Velké Británii († 30. dubna 1944)
  - Ludwig Blum, česko-izraelský malíř († 28. července 1974)
- 1906 – František Hořava, sochař a malíř († 28. května 1974)
- 1919 – Vladimír Babula, spisovatel († 12. listopadu 1966)
- 1920 – Josef Hiršal, spisovatel a překladatel († 15. září 2003)
- 1926 – Zdeněk Kluzák, pedagog, mykolog a spisovatel († 2003)
- 1930 – Jiří Joura, spisovatel a kronikář († 23. března 2013)
- 1944 – Eva Syková, politička, lékařka a vědkyně
- 1945 – Michael Janík, folkový písničkář
- 1946 – Vlastimil Harapes, tanečník a choreograf († 15. května 2024)
- 1950 – František Uhlíř, jazzový hráč na kontrabas, skladatel
- 1952 – Milan Lipner, socioterapeut, psychoterapeut († 15. ledna 2012)
- 1957 – Jaroslav Navrátil, tenista a trenér
- 1977 – Radek Malý, básník, publicista a překladatel
- 1978 – Lukáš Pavlásek, komik
- 1985 – Lukáš Rosol, tenista
- 1990 – Jan Šátral, tenista
- 1997 – Anna Kadeřávková, herečka

### Svět

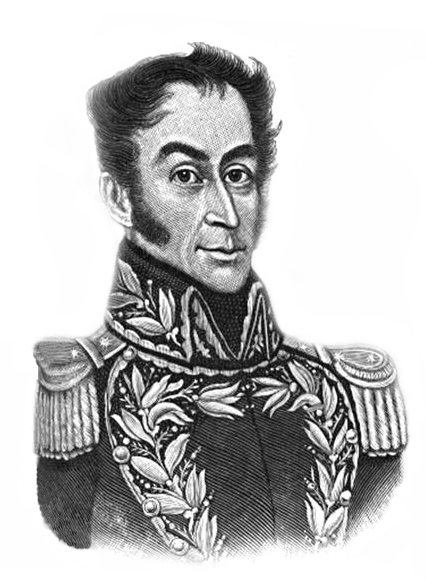
Simón Bolívar (* 1783)

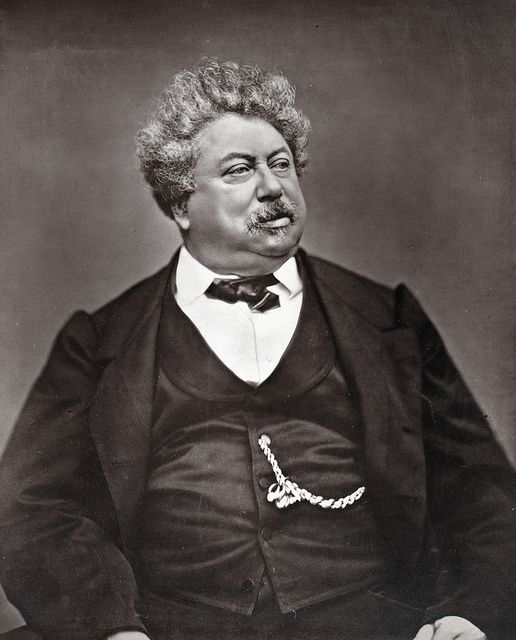
Alexandre Dumas starší (* 1802)

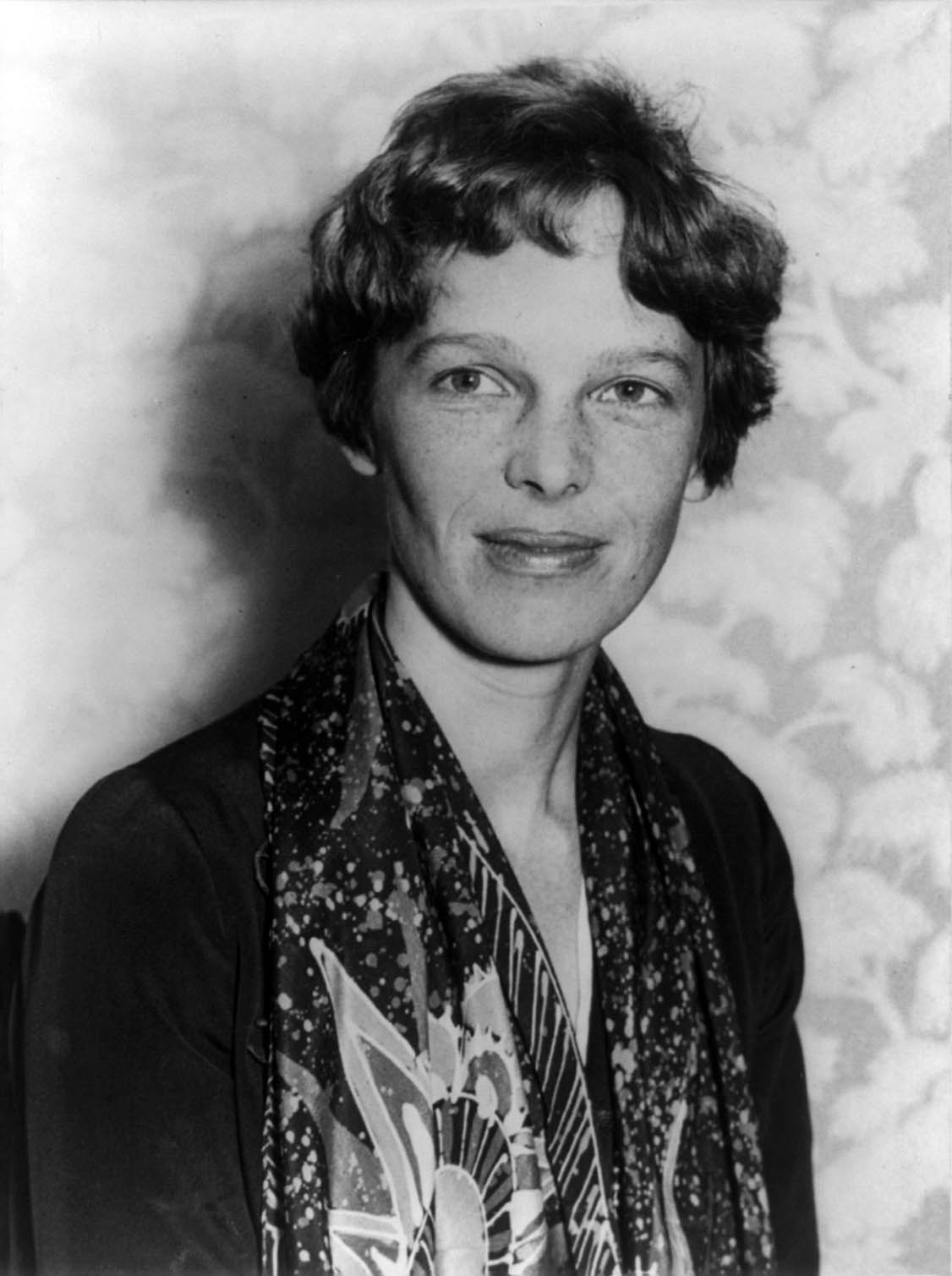
Amelia Earhartová (* 1897)

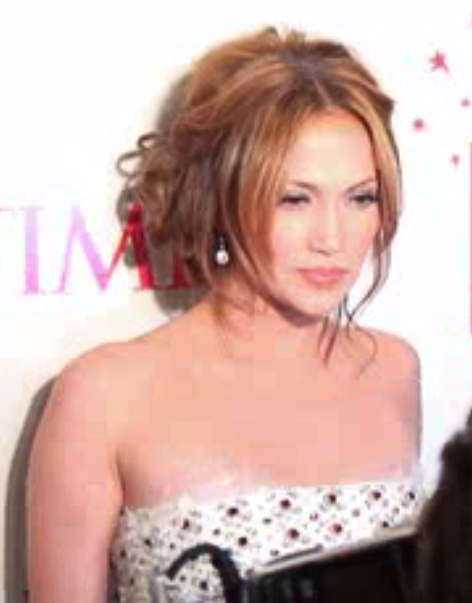
Jennifer Lopezová (* 1969)

- 1468 – Kateřina Saská, rakouská arcivévodkyně, tyrolská hraběnka († 10. února 1524)
- 1720 – Luisa Ulrika Pruská, švédská královna († 16. července 1782)
- 1737 – Alexander Dalrymple, skotský geograf a první hydrograf britské Admirality († 1808)
- 1759 – Viktor Emanuel I., sardinský král († 10. ledna 1824)
- 1771 – Marie Tereza z Harrachu, česko-rakouská šlechtična († 21. ledna 1852)
- 1775 – Jelizaveta Grigorieva Temkina, pravděpodobně nemanželská dcera carovny Kateřiny († 6. června 1854)
- 1783 – Simón Bolívar, jihoamerický osvoboditel († 1830)
- 1802 – Alexandre Dumas starší, francouzský spisovatel († 5. prosince 1870)
- 1803 – Adolphe Adam, francouzský hudební skladatel a kritik († 1856)
- 1815 – Arnauld Michel d'Abbadie, francouzský cestovatel a kartograf († 18. listopadu 1893)
- 1817 – Adolf Lucemburský, lucemburský velkovévoda († 1905)
- 1828 – Nikolaj Gavrilovič Černyševskij, ruský spisovatel, filosof-utopista, revolucionář, literární kritik a publicista († 1889)
- 1843 – Eugene de Blaas, italský malíř († 10. února 1932)
- 1856 – Émile Picard, francouzský matematik († 11. prosince 1941)
- 1857
  - Juan Vicente Gómez, venezuelský prezident († 17. prosince 1935)
  - Henrik Pontoppidan, dánsky prozaik, nositel Nobelovy ceny († 21. srpna 1943)
- 1864
  - Władysław Długosz, polský podnikatel a politik († 24. června 1937)
  - Frank Wedekind, německý dramatik a spisovatel († 9. března 1918)
- 1869 – Julius Dorpmüller, německý politik († 5. července 1945)
- 1871 – Paul Epstein, německý matematik († 11. srpna 1939)
- 1880 – Ernest Bloch, švýcarsko-americký hudební skladatel († 1959)
- 1888 – Nils Åberg, švédský prehistorik († 28. února 1957)
- 1895
  - Anna Dembińska, polská historička († 19. června 1954)
  - Robert Graves, anglický badatel, literární kritik a spisovatel († 7. prosince 1985)
- 1897
  - Amelia Earhartová, americká letkyně, první žena která přeletěla Atlantský oceán († 2. července 1937)
  - Albrecht Rakouský, arcivévoda, syn Bedřicha Rakousko-Těšínského († 23. července 1955)
- 1900
  - Zelda Fitzgeraldová, americká spisovatelka († 10. března 1948)
  - Zoltán Lajos Bay, maďarský fyzik († 4. října 1992)
- 1901 – Žofie z Hohenbergu, dcera Františka Ferdinanda d'Este († 27. října 1990)
- 1903 – Vojtěch Budinský-Krička, slovenský archeolog († 5. ledna 1993)
- 1904 – Nikolaj Gerasimovič Kuzněcov, admirál loďstva Sovětského svazu († 6. prosince 1974)
- 1906 – Bjørn Rongen, norský spisovatel († 26. srpna 1983)
- 1911 – Ernesto Sábato, argentinský spisovatel a esejista († 30. dubna 2011)
- 1916 – John D. MacDonald, americký spisovatel († 1986)
- 1921 – Billy Taylor, americký klavírista († 28. prosince 2010)
- 1923 – Albert Vanhoye, francouzský kardinál
- 1927 – Alex Katz, americký výtvarník
- 1929 – Peter Yates, britský filmový režisér († 9. ledna 2011)
- 1931
  - Éric Tabarly, francouzský námořník a jachtař († 14. června 1998)
  - Ermanno Olmi, italský režisér, scenárista, střihač, kameraman, producent a scénograf († 5. května 2018)
- 1938 – José Altafini, italský fotbalista
- 1939 – Charles McPherson, americký saxofonista
- 1942 – Chris Sarandon, americký herec
- 1943 – Ljudmila Braginová, ruská olympijská vítězka v běhu na 1500 metrů
- 1944
  - Daniel Morelon, francouzský závodník v dráhové cyklistice, trojnásobný olympijský vítěz
  - Peter Toperczer, slovenský klavírista a hudební pedagog († 16. srpna 2010)
- 1945 – Leee Black Childers, americký fotograf a manažer († 6. dubna 2014)
- 1949 – Michael Richards, americký herec, scenárista a producent
- 1951 – Gypie Mayo, britský kytarista († 23. října 2013)
- 1952 – Gus Van Sant, americký režisér
- 1956 – Wattie Buchan, zpěvák punkové kapely The Exploited
- 1957 – Šavkat Mirzijojev, uzbecký prezident
- 1960 – Catherine Destivelle, francouzská horolezkyně
- 1966 – Maroš Šefčovič, slovenský politik
- 1968
  - Kristin Chenoweth, americká herečka a zpěvačka
  - Troy Kotsur, americký herec
- 1969 – Jennifer Lopez, americká herečka a zpěvačka
- 1971 – Patty Jenkinsová, americká filmová režisérka a scenáristka
- 1975 – Eric Szmanda, americký herec
- 1976
  - Tiago Monteiro, portugalský pilot Formule 1
  - Ivan Tichon, běloruský atlet, kladivář
- 1979 – Rose Byrne, australská herečka
- 1981 – Summer Glau, americká herečka a tanečnice
- 1982
  - David Payne, americký atlet
  - Elisabeth Mossová, americká herečka
  - Anna Paquin, novozélandská herečka
- 1983 – Daniele De Rossi, italský fotbalista
- 1985 – Aries Merritt, americký atlet, sprinter
- 1987 – Vasilij Artěmjev, ruský ragbista
- 1991
  - Robin Lehner, švédský hokejový brankář
  - Emily Bett Rickards, kanadská herečka
- 1999 – Mathias Posch, rakouský sportovní lezec
- 2001 – Hugo Page, francouzský silniční cyklista

## Úmrtí
Viz též Kategorie:Úmrtí 24. července — automatický abecedně řazený seznam.

### Česko
- 1307 – Dobeš z Bechyně, bechyňský purkrabí (* ?)
- 1693 – Pavel Josef Vejvanovský, hudební skladatel (* 1640)
- 1714 – Jiří Adam II. Bořita z Martinic, šlechtic z rodu Martiniců, císařský tajný rada (* 1645)
- 1776 – Jan Leopold Mosbender, děkan v Ústí nad Orlicí (* 22. dubna 1693)
- 1896 – Hynek Palla, hudební skladatel a propagátor Sokola (* 12. prosince 1837)
- 1900 – Josef Tuček, advokát a politik (* 20. září 1845)
- 1904 – Marianna Pečírková, nakladatelka (* 23. listopadu 1838)
- 1927 – Karel Vítězslav Mašek, malíř, architekt a ilustrátor (* 1. září 1865)
- 1929 – Richard Lauda, malíř (* 3. ledna 1873)
- 1936 – Dobroslav Krejčí, statistik (* 10. ledna 1869)
- 1973
  - Adolf Hoffmeister, spisovatel a výtvarník (* 15. srpna 1902)
  - Jaroslav Pejša, hudební skladatel (* 3. listopadu 1909)
- 1974 – Bedřich Spáčil, profesor finančního práva a politik (* 18. října 1898)
- 1979 – Antonín Moudrý, fotbalový reprezentant (* 31. ledna 1905)
- 1980 – Jan Malík, loutkoherec a pedagog (* 15. února 1904)
- 1988 – Karel Knaifl, bojový pilot RAF (* 17. května 1914)
- 1994 – Alois Vyhňák, voják a příslušník výsadku Platinum-Pewter (* 11. srpna 1919)
- 1998 – Miloš Noll, malíř, grafik, ilustrátor, scénograf a filmový scenárista (* 11. srpna 1926)
- 2005 – Pavel Dostál, divadelní režisér, dramatik, scenárista a politik (* 25. února 1943)
- 2013 – Jaroslav Slípka, histolog a embryolog (* 10. června 1926)
- 2017 – Jarmila Šusterová, první stálá programová hlasatelka Československé televize (* 28. března 1932)
- 2020 – Ondřej Buchtela, lední hokejista (* 8. listopadu 1999)
- 2021 – František Segrado, zpěvák, herec a výtvarník (* 8. ledna 1955)
- 2023 – Stanislav Neveselý, hokejový trenér a lední hokejista (* 17. května 1936)
- 2025 – Josef Černý, hokejový trenér a lední hokejista (* 18. října 1939)

### Svět

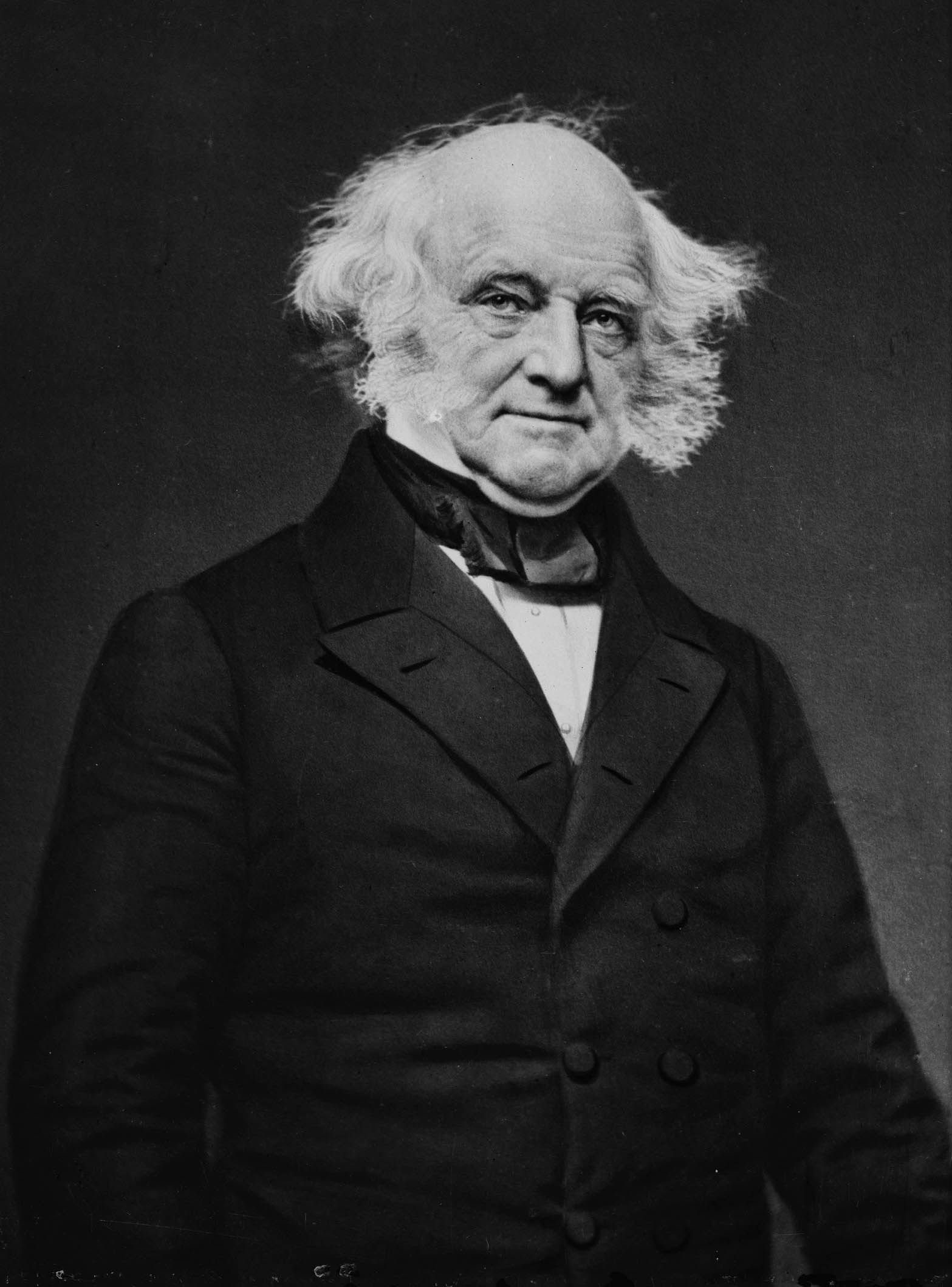
Martin Van Buren († 1862)

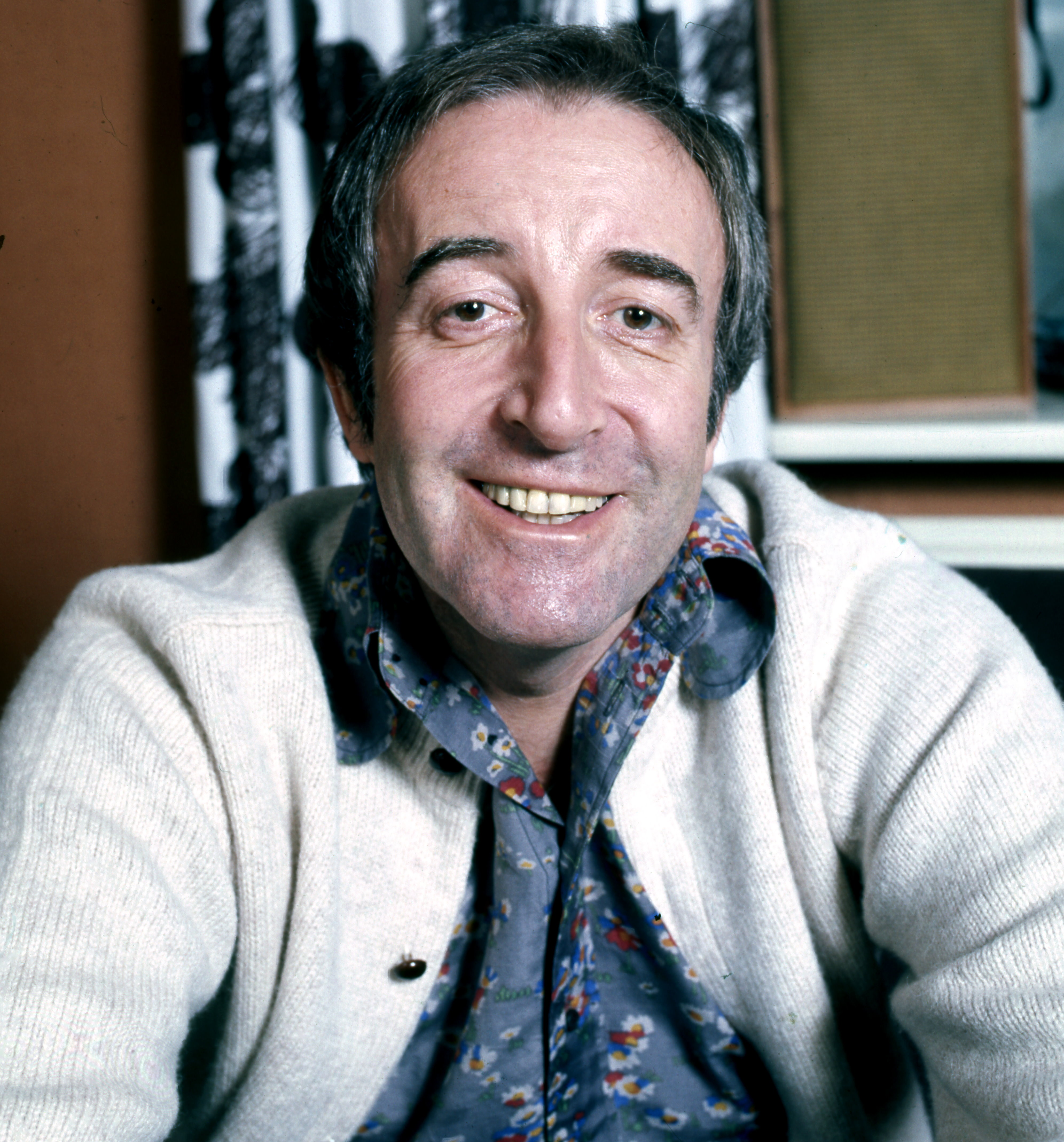
Peter Sellers († 1980)

- 1015 – Boris Vladimirovič, rostovský kníže a první ruský svatý (* okolo 986)
- 1115 – Matylda Toskánská, markraběnka toskánská (* 1046)
- 1129 – Širakawa, japonský císař (* 7. července 1053)
- 1292 – Kinga Polská, polská kněžna z dynastie Arpádovců (* okolo 1234)
- 1328 – Isabela Kastilská, královna aragonská, sicilská, valencijská a vévodkyně bretaňská (* ? 1283)
- 1345 – Jacob van Artevelde, vlámský politický vůdce (* asi 1295)
- 1446 – Giovanni Tavelli, italský biskup, blahoslavený (* ? 1386)
- 1568 – Karel Španělský, nejstarší syn španělského krále Filipa II. (* 8. července 1545)
- 1681 – Agafja Semjonovna Grušecká, ruská carevna, první manželka cara Fjodora III. Alexejeviče (* 1663)
- 1739 – Benedetto Marcello, italský právník, politik a barokní hudební skladatel (* 1686)
- 1742 – Octavio Broggio, italský stavitel a architekt působící v Čechách (* 1670)
- 1791 – Ignác Antonín Born, rakouský přírodovědec, organizátor české vědy (* 1742)
- 1817 – Karađorđe Petrović, srbský bojovník proti Turkům (* 3. listopadu 1762)
- 1862 – Martin Van Buren, 8. prezident USA (* 1782)
- 1873 – Noël Marie Paymal Lerebours, francouzský optik, fotograf a vydavatel (* 15. února 1807)
- 1910 – Archip Ivanovič Kuindži, ruský malíř řeckého původu (* 27. leden 1842)
- 1914 – Adolf Martens, německý metalurg (* 6. března 1850)
- 1916
  - Adam Clark Vroman, americký fotograf (* 15. dubna 1856)
  - Eugène Anthiome, francouzský hudební skladatel (* 19. srpna 1836)
- 1920 – Ludwig Ganghofer, německý spisovatel, dramaturg, novinář (* 7. července 1855)
- 1927 – Rjúnosuke Akutagawa, japonský spisovatel (* 1. srpna 1892)
- 1934 – Hans Hahn, rakouský matematik a filozof (* 27. září 1879)
- 1938 – Carlos Reyles, uruguayský romanopisec (* 30. října 1868)
- 1941
  - Rudolf Ramek, rakouský kancléř (* 12. dubna 1881)
  - Jovan Kršić, bosenský literární kritik, kulturní historik a překladatel (* 18. ledna 1898)
- 1956 – Alessandro Anzani, italský konstruktér, motocyklový a automobilový závodník (* 1877)
- 1964 – Albert Edwin Roberts, australský fotograf (* 26. února 1878)
- 1969 – Witold Gombrowicz, polský spisovatel (* 1904)
- 1971
  - Alan Rawsthorne, britský hudební skladatel (* 2. května 1905)
  - Josef Šíma, malíř a překladatel (* 19. března 1891)
- 1973 – Julián Acuña Galé, kubánský botanik (* 27. února 1900)
- 1974 – Sir James Chadwick, anglický fyzik, držitel Nobelovy ceny (* 1891)
- 1979 – Edward Stachura, polský spisovatel, překladatel, písničkář (* 18. srpna 1937)
- 1980 – Peter Sellers, anglický herec a režisér (* 1925)
- 1982 – Jean Girault, francouzský filmový scenárista, režisér a jazzový hudebník (* 9. května 1924)
- 1988 – Ilona Eleková, maďarská olympijská vítězka v šermu (* 17. května 1907)
- 1991 – Isaac Bashevis Singer, americký spisovatel polského původu, držitel Nobelovy ceny (* 1904)
- 1995 – George Rodger, britský fotožurnalista (* 1908)
- 1999 – Vladimir Nikolajevič Alexejev, sovětský námořní velitel a admirál (* 8. září 1912)
- 2000 – Anatolij Firsov, sovětský hokejista (* 1. února 1941)
- 2010 – Mia Oremović, chorvatská herečka (* 31. července 1918)
- 2012 – John Atta Mills, ghanský politik (* 21. července 1944)
- 2011
  - Virgilio Noe, italský kardinál (* 30. března 1922)
  - Vladimír Hajko, slovenský fyzik a politik (* 3. října 1920)
- 2013 – Steve Berrios, americký jazzový bubeník (* 24. února 1945)
- 2015 – Ingrid Sischy, novinářka a spisovatelka (* 2. března 1952)
- 2021
  - Rodney Alcala, americký sériový vrah (* 23. srpna 1943)
  - Jackie Mason, americký herec a komik (* 9. června 1928)
- 2023
  - Marc Augé, francouzský antropolog (* 2. září 1935)
  - Trevor Francis, anglický fotbalista (* 19. dubna 1954)
  - Charles Misner, americký fyzik (* 13. června 1932)
- 2025
  - Hulk Hogan, americký wrestler, herec a hudebník  (* 11. srpna 1953)
  - Cleo Laine, anglická jazzová zpěvačka (* 28. října 1927)

## Svátky

### Česko
- Kristýna, Kristán, Křišťan
- Gleb, Glen

### Svět
- Ekvádor – Den Simóna Bolívara (1783)
- Maďarsko – Kinga, Kincső
- Norsko – Kristine, Kristin a Kristi
- Polsko – Kinga, Krystyna
- Slovensko – Vladimír, Kinga
- Švédsko – Kristina
- Utah – Den pionýrů (1847)
- Vanuatu – Den dětí
- Venezuela – Narozeniny osvoboditele (Libertador) – Den Simóna Bolívara (1783)

| 24. červenec v pražském KlementinuÚdaje jsou platné k 8. 7. 2025. | 24. červenec v pražském KlementinuÚdaje jsou platné k 8. 7. 2025. | 24. červenec v pražském KlementinuÚdaje jsou platné k 8. 7. 2025. |
| minimum                                                           | denní průměr                                                      | maximum                                                           |
| ----------------------------------------------------------------- | ----------------------------------------------------------------- | ----------------------------------------------------------------- |
| 10,6 °C (1984)                                                    | 20,1 °C (od 1961)                                                 | 34,6 °C (2019)                                                    |